# ジェフェルソン・デ・オリベイラ・ガウボン
ジェフェルソン・デ・オリベイラ・ガウボン（Jefferson de Oliveira Galvão, 1983年1月2日 - ）は、ブラジル・サンパウロ州サンビセンテ出身の元サッカー選手。元ブラジル代表。ポジションはゴールキーパー。

## 経歴
2011年にブラジル代表デビュー。2014 FIFAワールドカップのメンバーにも選出された。2015年までに通算22試合に出場した。

## 代表歴

### 出場大会
- ブラジル代表
  - 2014 FIFAワールドカップ

### 試合数
- 国際Aマッチ 22試合 0得点（2011年-2015年）[1]

| ブラジル代表 | 国際Aマッチ | 国際Aマッチ |
| 年           | 出場        | 得点        |
| ------------ | ----------- | ----------- |
| 2011         | 4           | 0           |
| 2012         | 2           | 0           |
| 2013         | 3           | 0           |
| 2014         | 4           | 0           |
| 2015         | 9           | 0           |
| 通算         | 22          | 0           |

## タイトル

### クラブ
ボタフォゴFR
- タッサ・グアナバラ：2回 (2010, 2013)
- タッサ・リオ：3回 (2010, 2012, 2013)
- カンピオナート・カリオカ：2回 (2010, 2013)

### 代表
- FIFAワールドユース選手権：1回 (2003)
- スーペルクラシコ・デ・ラス・アメリカス：3回 (2011, 2012, 2014)
- FIFAコンフェデレーションズカップ：1回 (2013)